# Cor Ruys
Cor Ruys (Amsterdam, 10 februari 1889 – aldaar, 22 september 1952) was een Nederlands toneelspeler, toneelleider en komiek. Hij vertolkte onder meer meermaals de rol van 'Potasch' in Potasch en Perlemoer van Montague Glass en speelde de hoofdrol in de speelfilm De Kribbebijter van Henry Koster.

## Biografie

### Vroege Carrière
Op 10 februari 1889 werden Cor Ruys en zijn tweelingzus Hetty geboren te Amsterdam. Cors ouders waren acteur Guillaume Gérard Corneille Ruys, indertijd werkzaam bij het gezelschap van Gustave Prot, waar Cor later ook zou spelen, en actrice Henriëtte Mathilde Spoor, zuster van Kees Spoor. Hij ging naar de driejarige H.B.S aan de Weteringschans, waar hij met klasgenoten Albert van Dalsum en Adolf Bouwmeester de "HBS-Bond" oprichtte met het doel toneelavonden te organiseren.
In 1905 begon Ruys bij de Nederlandsche Tooneelvereeniging van Adriaan van der Horst; aanvankelijk als volontair, maar al na drie maanden kreeg hij vast engagement. Hier boekte hij zijn eerste succes met een onaangekondigde imitatie van de destijds populaire operettester August Kiehl tijdens De Opgaande Zon van Herman Heijermans; Van der Horst was woedend en liet Ruys 25 gulden boete betalen, maar deze kreeg hij aan het eind van het seizoen weer terug. In deze periode ontmoette Ruys actrice Tilly Lus, met wie hij later zou trouwen. Na zes jaar bij Van der Horst stapte hij over naar het gezelschap van Gustave Prot.

### Prot, Verkade en De la Mar

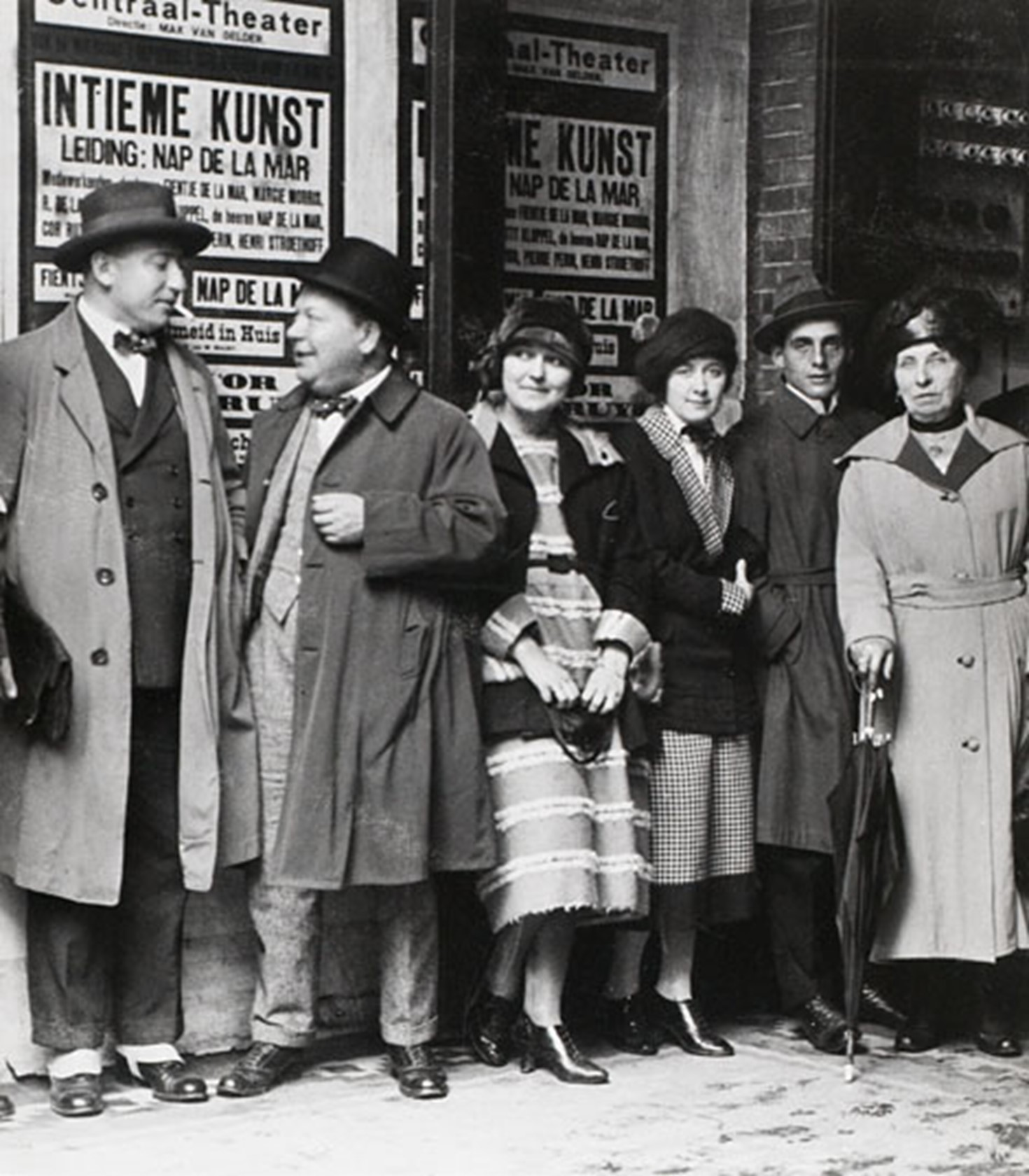
Gezelschap 'Intieme Kunst' (v.l.n.r. Cor Ruys, Nap de la Mar, Fien de la Mar, Margie Morris, Louis Davids en Riek de la Mar-Kleij), circa 1919.

Drie regisseurs waren voor Ruys' artistieke ontwikkeling volgens hemzelf "van onbetaalbaren en blijvenden invloed": Gustave Prot, Eduard Verkade en Nap de la Mar.
Bij Gezelschap Prot was Ruys aanvankelijk aangewezen op type-werk; karakterrollen waarvoor hij zich haast onherkenbaar schminkte. Prot zag echter potentie in de jonge acteur en vertrouwde hem steeds mooiere rollen toe, waardoor Ruys langzaam maar zeker overging tot de rol van 'schuchtere jongen' of 'niais-komiek'. Oudere collega's als Johan Kelly en  Dirk Lageman lieten blijken dat zij zich enigszins gepasseerd voelden (Lageman weigerde zelfs tegen Ruys te spreken), maar Prot trok zich daar niets van aan en bleef Ruys ondersteunen. In 1912 kregen Ruys en Lus een aanbod van Louis Bouwmeester jr. om mee op tournee te gaan naar Nederlands-Indië. Dit beviel zo goed dat de twee na de tournee nog een tijd in Indië bleven en er optraden met Dirk Verbeek. Bij terugkomst in 1913 speelde Ruys een tijd onder Louis Chrispijn jr., die de zaken van Prot had overgenomen.
Na het ontbinden van het gezelschap van Chrispijn jr. begon Ruys in november 1913 bij de Haghespelers van Eduard Verkade. Ruys was een groot bewonderaar van Verkade, die hij omschreef als "de onnavolgbare regisseur van het intellect, van de eruditie, van de psychologie", en vergeleek de repetities met 'college lopen'. In 1914 ging Ruys met de Haghespelers op tournee in Nederlands-Indië.
Na een kort engagement bij het Hofstadtoneel van Cor van der Lugt Melsert verbonden Lus en Ruys zich in 1918 - tot veler verbazing - met Nap de la Mar's gezelschap Intieme Kunst. Het was zijn eerste stap van 'klassiek' toneel naar kleinkunst en cabaret, die bij De la Mar meestal op het programma stonden. Ruys werkte hier samen met de top van de Nederlandse toneel- en variétéwereld; artiesten als Fien de la Mar, Margie Morris en Louis Davids. Bij Nap, die Ruys omschreef als "een Napoleon-regisseur, de regisseur van het vák, van de intuïtie, van de fantaisie", ontwikkelde Ruys het improvisatietalent waar hij zo beroemd om zou worden. De la Mar en Ruys improviseerden met regelmaat sketches bij elkaar die soms wel 20 minuten duurden. Ruys bleef bij het gezelschap tot begin 1919.

### Directeur Ruys
In 1919 ging Ruys voor de derde keer naar Indië, nu als directeur van zijn eigen gezelschap: Toneel Ensemble Cor Ruys en Co.. Ruys opende met de voorstelling Potasch, een bewerking van de Potash en Perlmutter-verhalen van Montague Glass, die insloeg als een bom; kranten in Soerabaja oordeelden: "wij hebben dan eindelijk weer eens een goed toneelgezelschap in ons midden: Ruys en de zijnen zijn welkom!" Bij terugkomst in Nederland maakte het gezelschap met een aangepaste bezetting opnieuw een tournee, waarna Ruys terugkeerde bij Verkade.
Van 1922 tot 1924 was hij als directeur van het Princesse Tooneel vaste bespeler van de Princesseschouwburg te 's-Gravenhage, met als doel zonder doublures of reizen in de provincie op te kunnen treden. Klassieke stukken en blijspelen wisselden elkaar af, en het repertoire bestond voor een aanzienlijk deel uit Franse stukken. Met het idee Tilly Lus de hoofdrol te laten vertolken kocht Ruys het stuk Mademoiselle Bourat van Claude Anet. Het stuk beleefde minder dan een jaar eerder haar Franse première, toen Anet na twintig jaar zoeken eindelijk een waardige hoofdrolspeelster had gevonden. Maar Anet, die de première in Den Haag bijwoonde, moest toegeven dat hij het optreden van Lus zelfs boven dat van Ludmilla Pitoëf te Parijs stelde. Ruys' opvoering van het stuk was een groot succes dat hem internationale onder de aandacht bracht. Kort na de première werd hij benoemd tot Officier in de Ordre des Palmes académiques.
In 1924 werd het Princesse Tooneel ontbonden. Na een korte samenwerking met Lus en Frits Bouwmeester en een uitstapje naar het cabaret ging hij voor de tweede keer als directeur op tournee in Indië. Het was zowel artistiek als zakelijk zijn best geslaagde tournee; met name een nieuwe uitvoering van Potasch en Perlemoer, met geïmproviseerde rekwisieten en tropenkostuums, deed het goed.
Tussen 1927 en 1938 volgden nog drie Indische reizen. De speeltijd hiertussen in Nederland was wisselvallig; in de eerste maanden trad hij enkele maanden op met het Amsterdams Centraal Theater en tijdens seizoen 1929-1930 nog eenmaal de Princesseschouwburg, in latere jaren bespeelde hij het Rika Hopper Theater en het Leidseplein Theater en ging de rest van het seizoen op tournee door het land. Belangrijk waren in deze periode zijn samenwerkingen met Louis de Bree. Ruys en De Bree traden met regelmaat samen op als duo in stukken als Vicki Baums Grand Hotel, Marcel Pagnols Monsieur Topaze en, wederom, Potasch en Perlemoer. De twee speelden ook samen in de uiterst populaire speelfilm De Kribbebijter van Henry Koster, die maar liefst zeven jaar onafgebroken in de Nederlandse bioscopen werd vertoond en ook in het Verenigd Koninkrijk successen boekte.

### Ruys de kleinkunstenaar
In de zomers van 1940 tot en met 1943 nam Ruys met zijn gezelschap De Mallemolen intrek in het Kurhaus Cabaret te Scheveningen, dat sinds de dood van Louis Davids geen vast gezelschap had gekend. Later werd het cabaret omgedoopt in het Cor Ruys Zomer-Theater. Hier speelde hij populaire typetjes als Flip Bangert, het mannetje dat vreselijk bang is voor zijn vrouw, en Piet Piederiet, de fluitist zonder verhemelte, in vaak grotendeels geïmproviseerde sketches.
Ruys verliet het grote toneel echter niet; van 1945 tot 1952 was hij directeur van Het Vrije Toneel. Dit gezelschap had hij samen met zijn broer Anton Ruys, onder de naam Het Ruys Ensemble, in 1940 gesticht.

### Overlijden en uitvaart
In de nacht van 21 op 22 september 1952 overleed Cor Ruys op 63-jarige leeftijd in de Amsterdamse ziekenverpleging, waar hij kort daarvoor was opgenomen om rust te houden. Op 25 september werd tussen 10.00 en 11.00 een publiek afscheid gehouden in de Stadsschouwburg Amsterdam. Tussen de twee- en drieduizend bewonderaars brachten Ruys hun laatste groet, waaronder collega's Rika Hopper, Fien de la Mar, Jan Retel, Ank van der Moer, Paul Steenbergen en Herman en Aaf Bouber. Naast de door vier kaarsen geflankeerde kist betrokken vier leden van Het Vrije Toneel de dodenwacht.
Rond het middaguur verliet de kist de Schouwburg, onder het toeziend oog van enkele duizenden toeschouwers die zich hadden verzameld op het Leidseplein, waarvan het verkeer was stilgelegd. Nadat de kist was uitgedragen legde wethouder Albert de Roos van Onderwijs en Kunstzaken een krans op de baar namens het gemeentebestuur. In de rouwstoet liepen honderden collega-acteurs mee, waarvan de meesten de stoet op de Nassaukade verlieten. Louis de Bree, Louis Saalborn en Jan Musch flankeerden de wagen. In de aula van Crematorium Westerveld, waar Saalborn, Musch, Wim van den Brink, broer Anton Ruys en zoon Kees Ruys spraken, was een gezelschap van 500 man bijeen om Ruys op zijn laatste gang te begeleiden. De baar werd neergelaten begeleid door het Wilhelmus.

## Familie
Ruys was vader van actrice Louise Ruys, schoonvader van acteur Ab Abspoel en grootvader van Michael Abspoel.  
Verder was Ruys een oom van acteur Willy Ruys en oudoom van acteur Ben Hulsman.

## Nalatenschap
- Toen Ruys in 1952 overleed, engageerde een groep kennissen en bewonderaars uit Deventer de Amsterdamse beeldhouwer John Raedeker om een borstbeeld van de artiest te maken. Na het overlijden van Raedeker vond men in zijn nagelaten werk het voltooide gipsmodel van de kop, die in 1957 alsnog voltooid werd. Het resultaat werd op 29 februari van dat jaar onthuld in de Rotterdamse Schouwburg, in tegenwoordigheid van Cors oudste zoon en leden van het Rotterdams Toneel.[14]

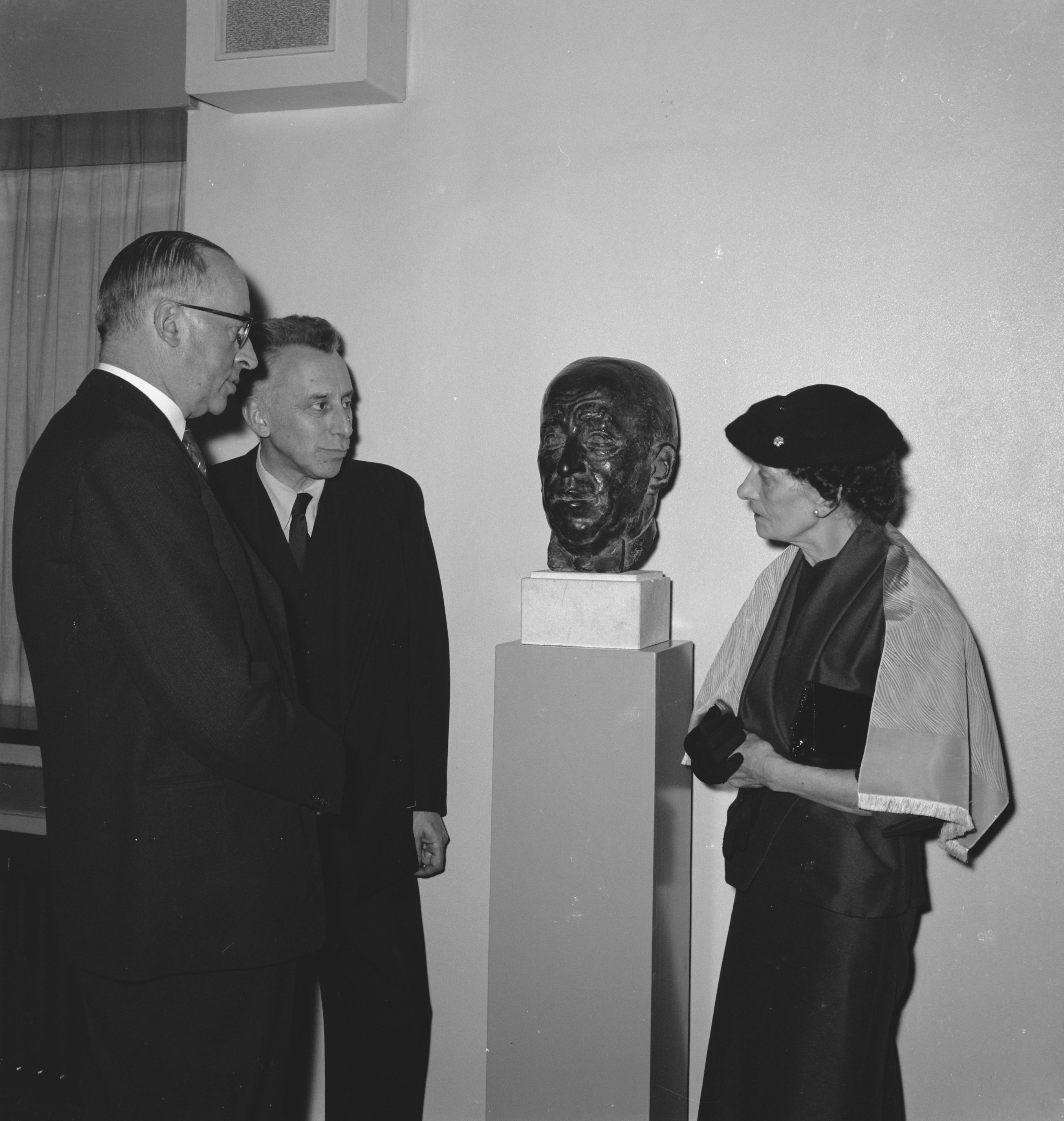
Onthulling van de buste van Ruys in de Rotterdamse schouwburg (1957), burgemeester Gerard van Walsum, beeldhouwer Jobs Wertheim en de weduwe Ruys

- De gemeentebesturen van Amsterdam, 's Gravenhage en Rijswijk vernoemden respectievelijk een hof, en laan en een straat naar Cor Ruys.

- In het Kurhaus werd de oude conversatiezaal hernoemd tot Cor Ruyszaal.

## Onderscheidingen
- Officier van de Instruction Publique (Frankrijk), 28 februari 1930
- Officier in de Orde van Oranje-Nassau, 20 november 1950
- Culturele penning 's-Hertogenbosch (zilver), 29 november 1950
- Academie-prijs van de Academie voor Beeldende Kunsten, 15 september 1951

## Galerij
- Bioscoopjournaal van 23 juli 1937 met beelden van de aankomst van Cor Ruys bij de terugkeer van zijn tournee door Nederlands-Indië.